# Bộ Vi (韋)
Bộ Vi, bộ thứ 178 có nghĩa là "da thuộc" là 1 trong 11 bộ có 9 nét trong số 214 bộ thủ Khang Hy.
Trong Từ điển Khang Hy có 100 chữ (trong số hơn 40.000) được tìm thấy chứa bộ này.

## Tự hình Bộ Vi (韋)

Giáp cốt văn
Kim văn
Đại triện
Tiểu triện

## Chữ thuộc Bộ Vi (韋)
| Số nét bổ sung | Chữ Hán phồn thể        | Chữ Hán giản thể |
| -------------- | ----------------------- | ---------------- |
| 0              | 韋                      | 韦               |
| 3              | 韌                      | 韧               |
| 4              | 䪏                      |                  |
| 5              | 䪐 䪑 䪒 䪓 韍 韎       | 韨               |
| 6              | 韏 韐 韑                |                  |
| 7              | 䪔 韒                   |                  |
| 8              | 䪕 韓 韔 韕             | 韩               |
| 9              | 䪖 䪗 䪘 韖 韗 韘 韙 韚 | 韪 韫            |
| 10             | 䪙 䪚 韜 韝 韞 韟       | 韬               |
| 11             | 韛 韠                   |                  |
| 12             | 䪛 韡 韢                |                  |
| 13             | 䪜 韣                   |                  |
| 14             | 䪝                      |                  |
| 15             | 韤 韥                   |                  |